# Myrmekiocellio squamatus
Myrmekiocellio squamatus är en kräftdjursart som beskrevs av Karl Wilhelm Verhoeff1936. Myrmekiocellio squamatus ingår i släktet Myrmekiocellio och familjen Bathytropidae. Inga underarter finns listade i Catalogue of Life.